# Şırnak (provins)

Karta över Turkiet med Şırnak markerat.

Şırnak, (kurdiska: Şirnex, syriska: ܫܝܪܢܐܟ) är en provins i Turkiet. Den har totalt 353.197 invånare (2000) och en areal på 7.296 km². Provinshuvudstad är Şırnak.